# Smart Lander for Investigating Moon
Smart Lander for Investigating Moon (SLIM) este o misiune de aselenizare a Agenției Japoneze de Explorare Aerospațială (JAXA). În 2017 planul era lansarea sondei de aterizare în 2021, dar aceasta a fost amânată pentru 2023 din cauza întârzierilor la aparatele Misiunii X-Ray Imaging and Spectroscopy (XRISM), lansate de aceeași rachetă. La 6 septembrie 2023 la 23:42 UTC (sau 7 septembrie 2023 08:42, după ora standard a Japoniei) XRISM a fost lansat cu succes. SLIM s-a separat de XRISM mai târziu în aceeași zi. La 1 octombrie 2023 SLIM a executat injecția translunară. Sonda de aterizare a intrat cu succes pe orbita lunii pe 25 decembrie 2023 și a aterizat pe 19 ianuarie 2024 la ora 15:20 UTC, făcând Japonia a cincea țară care a aselenizat lin.